# Román Bono Marín
Román Bono Marín (Alacant, 27 d'agost de 1902 - Alacant, 1 de juliol de 1969) fou un polític alacantí, fill d'Antonio Bono Luque i net de Román Bono Guarner, alcalde d'Alacant i procurador en Corts durant el franquisme.
Llicenciat en enginyeria de mines, treballà en l'empresa que havia fundat el seu avi. Quan esclatà la guerra civil espanyola es posà de part dels sublevats i fou empresonat. L'abril de 1937 fou alliberat i s'amagà a l'ambaixada de l'Argentina, a través de la qual embarcà en el vaixell Tucumán i es va incorporar a les tropes franquistes, en les que va combatre com a tinent d'enginyers als fronts de Guadalajara, Terol, Castelló de la Plana, Madrid i Toledo. El 1940 formà part de la gestora municipal d'Alacant, i en fou nomenat alcalde i procurador a Corts Franquistes de febrer de 1942 a abril de 1946. En 1943 va ocórrer l'Explosió Armeria El Gato en Alacant i va formar part de la Comissió pro Damnificats en qualitat de president delegat del governador civil. Durant la resta del seu mandat es van prendre les mesures per a la reconstrucció de la Plaça de l'Ajuntament i els voltants. Des de 1947 fins a la seva mort fou president de la Caixa d'Estalvis del Sud-est.
A més fou president del Reial Club de Regates d'Alacant, interí (1939) i posteriorment de ple dret (1941-44).